# Музей истории фотографии (Краков)

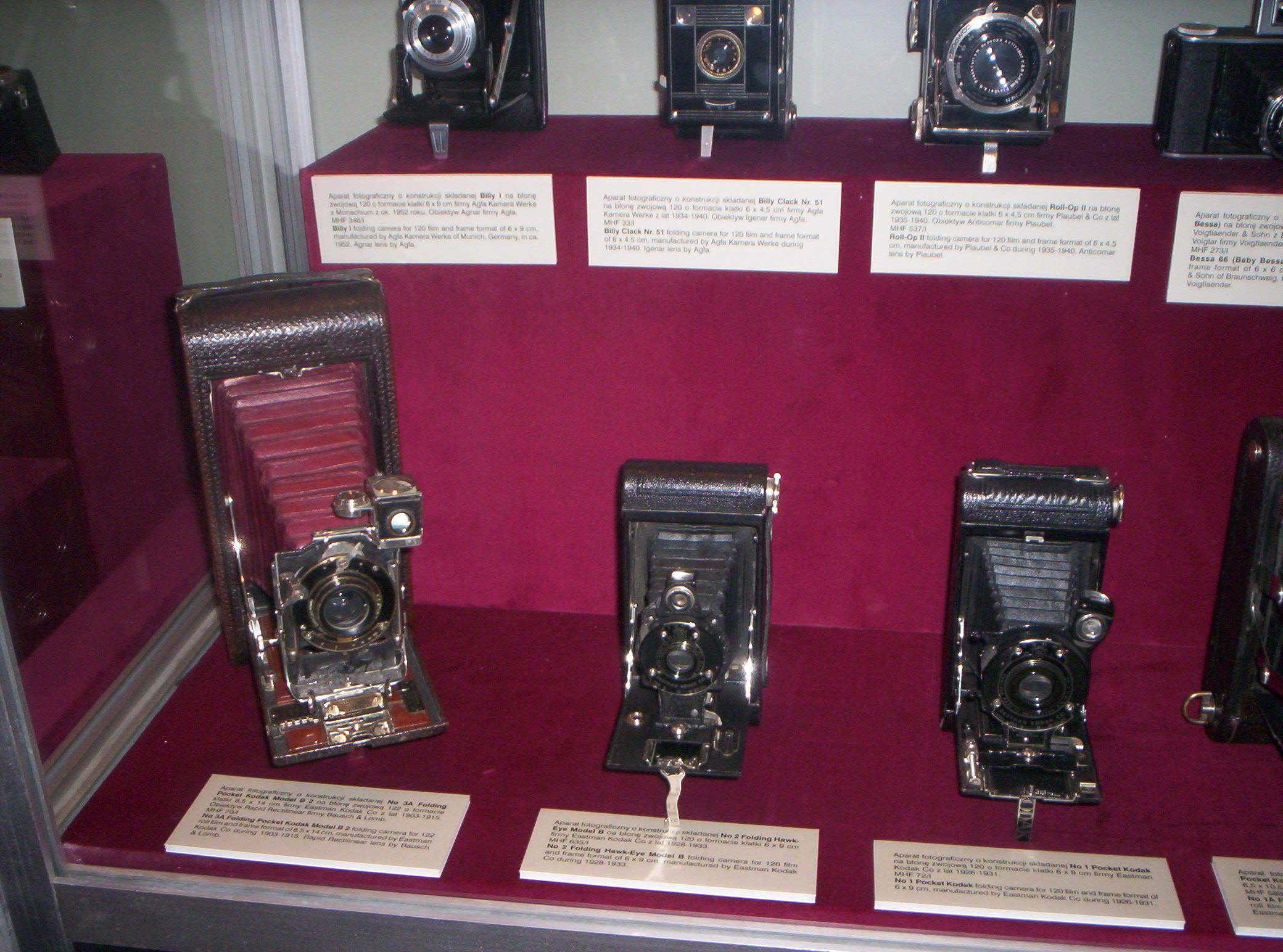
Фрагмент экспозиции

Музей истории фотографии, полное наименование — Музей истории фотографии имени Валерия Жевуского (пол.  Muzeum Historii Fotografii im. Walerego Rzewuskiego) — музей, находящийся в Кракове на улице Юзефитов, 16. Назван именем краковского фотографа Валерия Жевуского.
Зарегистрирован в Государственном реестре музеев.

## История
Музей был основан в 1972 году по инициативе председателя Краковского фотографического общества Владислава Климчака. Первая коллекция музея находилась во Дворце Пугетов на улице Старовисльной дом 13, в котором располагалось Краковское фотографическое общество. В 1975 году музею было присвоено имя краковского фотографа Валерия Жевуского. В 1982 году музей переехал в Гетманский дом на Главной рыночной площади № 17.
31 декабря 1986 года музей вышел из состава Краковского фотографического общества и стал самостоятельным учреждением культуры с подчинением Отделу культуры и туризма Малопольского воеводства. Первым директором Музея истории фотографии был назначен Владислав Климчак. В 1989 году директором музея на небольшой срок стал сотрудник Краковского исторического музея Станислав Пивоварский.
В 1990 году Владислав Климчак сложил с себя полномочия директора музея, и на его место был назначен Антоний Пётровский. В ноябре 1991 года директором музея была назначена Барбара Охманская-Йодловская.
В июле 1992 года музей переехал в новое здание на улице Юзефитов № 16, где располагается до настоящего времени. В 1995 году музей издал свой первый каталог под названием «Советские военнопленные 1920 года на фотографиях Яна Зимовского».
12 июня 1996 года здание, в котором располагается музей, было внесено в реестр охраняемых памятников Малопольского воеводства (№ А-1029).
В январе 1999 года Музей истории фотографии перешёл в подчинение города Кракова и был внесён в реестр городских учреждений культуры. 1 марта 1999 года на здании музея была укреплена памятная табличка, информирующая, что в этом здании действовала с 1945 года по 1947 год общественная организация «Prafilmówka Krakowskа», организовавшая здесь III съезд Кинематографического Братства, в котором участвовали Станислав Шиманский, Ежи Кавалерович, Ежи Пассендорфер и Мечислав Ягода. В декабре 1999 года директором музея был назначен Мацей Байесдорф.
Осенью 2005 года музей издал каталог фотографий «Юзеф Пилсудский на фотографиях Музея истории фотографии».
В 2014 году музей был внесён в Государственный реестр музеев.

## В настоящее время
В Музее истории фотографии действуют следующие экспозиции:
- Предыстория фотографии: Камера-обскура и Волшебный фонарь;
- Реконструкция фотографических студий на рубеже XIX и XX веков;
- Историческая фотография: Дагеротипия, Амбротипия, Ферротипия, Паннотипия и Стереофотография;
- История развития фотографических аппаратов с первой модели до нашего времени;
- История польских фотографических обществ «Fotoklub Polski» и «Fotoklub Wileński»;
- История рекламы фотографических ателье;
- Фотографические лаборатории 20-х и 30-х годов XX столетия.